# IS-7 (Panzer)

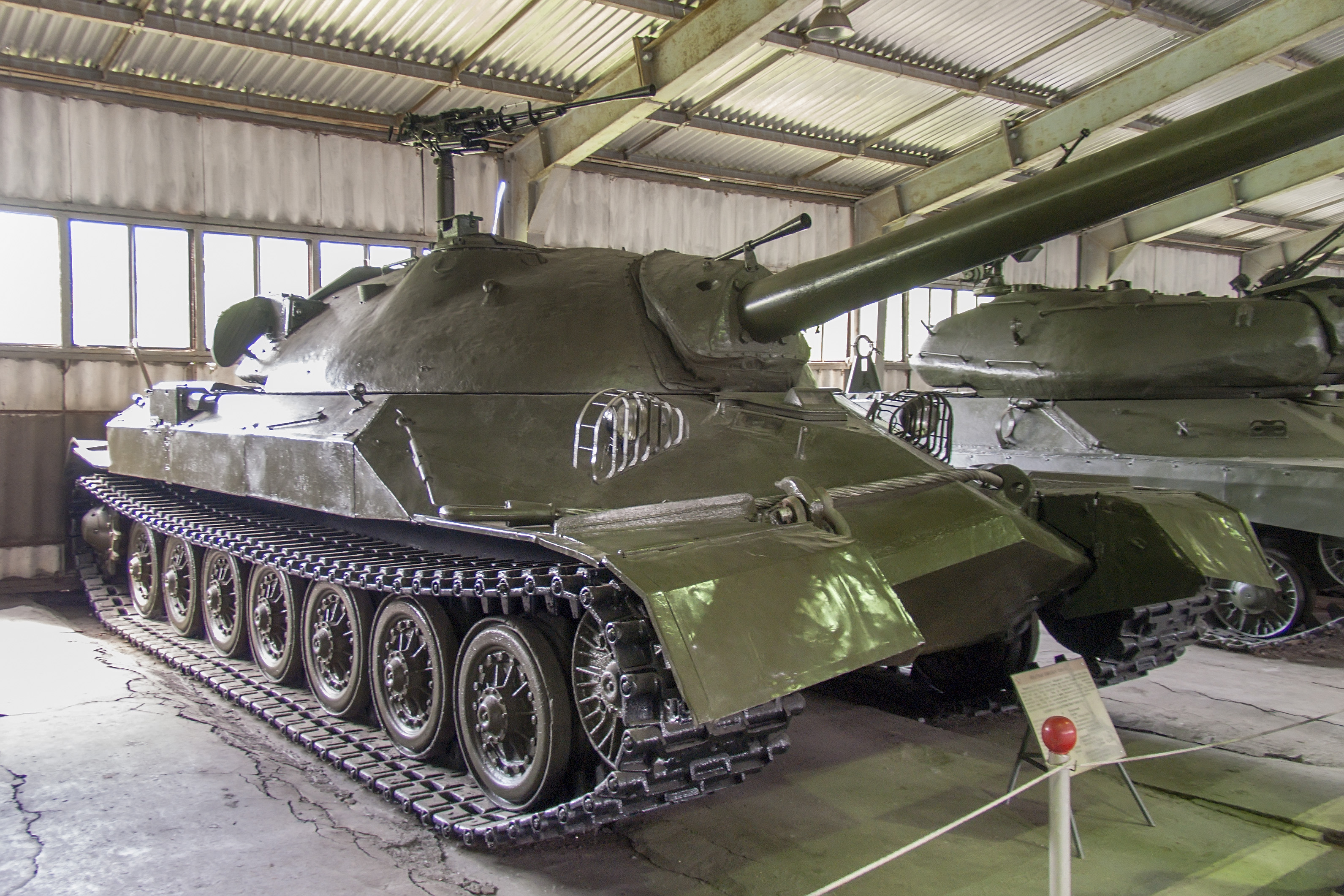
Der letzte erhaltene IS-7 im Panzermuseum Kubinka

Der IS-7 (von Iossif Stalin; deutsch Josef Stalin oder Objekt 260) war ein schwerer sowjetischer Panzer der IS-Serie, der kurz nach dem Zweiten Weltkrieg als Nachfolger des IS-5 (Objekt 730) und des IS-6 (Objekt 252/253) konzipiert wurde.
Der IS-7 ist mit 68 Tonnen der schwerste jemals in der Sowjetunion entwickelte Panzer. Zur Zeit seiner Entwicklung war er der am schwersten gepanzerte Kampfpanzer der Welt.

## Entwicklung
Das Modell wurde im KB LKW (Leningrader Kirowwerk) unter Leitung von Nikolai Fjodorowitsch Schaschmurin, der schon an der Entwicklung des im Weltkrieg bewährten IS-2 beteiligt gewesen war, entwickelt. Direktor und Chefkonstrukteur des Konstruktionsbüros war Sh. Ja. Kotin.
Die Entwicklung begann im Dezember 1945: Die Frontpanzerung des neuen Fahrzeugs sollte in der Lage sein, dem 12,8-cm-Geschütz des Jagdtigers standzuhalten. Die ersten beiden Prototypen wurden am 8. und 25. Dezember 1946 fertiggestellt und deren Erprobungen begannen noch vor Jahresende. Die Erprobungsfahrzeuge wurden bis Ende 1948 getestet, worauf das finale Fahrzeug den Namen IS-7 erhielt. Es wurden bis 1949 lediglich sechs Prototypen hergestellt. Durch die hohe Gesamtmasse konnte der Panzer nur wenige der damaligen Brücken passieren.
Da der Trend nach dem Zweiten Weltkrieg zu eher leichteren Panzern ging, wurde der IS-7 nicht in Serie produziert und stattdessen der T-10 entwickelt, mit dem auch in der Sowjetunion die Ära schwerer Panzer endete. Alle Folgemodelle waren leichter, schneller und wendiger.

## Bewaffnung
Wie die anderen Panzer der IS-Reihe ab dem IS-2 hatte der IS-7 eine Mündungsbremse, was sonst bei sowjetischen Panzern unüblich war. Die Kanone S-70 wurde aus dem 130-mm-Marinegeschütz B-13 von 1935 entwickelt und hatte bereits einen Stabilisator und eine halbautomatische Ladevorrichtung. Der Kampfsatz betrug 25–28 Schuss, die Munition war wie beim IS-2 zweiteilig. Die maximale Schussweite betrug 27 km, die Mündungsgeschwindigkeit 900 m/s und die Masse der Projektile 33,4 kg.
Der IS-7 besaß mit insgesamt acht Maschinengewehren eine starke Sekundärbewaffnung. Ein KPWT war neben zwei SGMT koaxial zur Kanone angeordnet, ein KPWT war auf dem Turm als Fla-MG montiert. Je zwei MGs waren seitlich in Wanne und Turm montiert. Die SGMT wurden alle fernbedient. Der Kampfsatz der KPWT bestand aus 1000 14,5×114-mm-Patronen, für die SGMT wurden 6000 7,62×54-mm-R-Patronen mitgeführt.

## Motor und Getriebe
Der Motor war ein aus einem Schiffsdiesel abgeleiteter V12-Viertakt-Dieselmotor. Zur Kraftübertragung wurde ein 6-Gang-Planetengetriebe verwendet (8 Vorwärts- und zwei Rückwärtsgänge).

## Fahrwerk
Als erster schwerer sowjetischer Panzer hatte der IS-7 ein Laufrollenwerk mit großen Laufrollen anstelle eines Stützrollenlaufwerkes. Sein spezifischer Bodendruck betrug 0,90 kg/cm². Die Steigfähigkeit betrug 30°, die Watfähigkeit 1,50 m und die Bodenfreiheit 45 cm.

## Weiterentwicklungen
1950 wurden auf dem Fahrgestell des IS-7 zwei Selbstfahrlafetten konzipiert, jedoch nie entwickelt:
- Objekt 261 mit 152-mm-Kanone
- Objekt 263 mit 130-mm-Kanone